# Degression
Degression beziehungsweise degressiv bezeichnet eine Verringerung (zum Beispiel von Kosten, Erlösen oder Preisen) bei gleichzeitiger Steigerung der Bezugsgröße:
- Degressive Proportionalität
- Degressiver Tarif bei Steuern
- Degression (Vertragszahnarzt)

Siehe auch:
- Absetzung für Abnutzung: degressive Abschreibung von Anlagevermögen (Steuerrecht)
- Punktewertung (Leichtathletik): degressive Wertungen bei Sprung- und Wurfdisziplinen